# Rumaisnil
Ne doit pas être confondu avec Rumesnil, commune du Calvados et Remaisnil, commune de la Somme.
Rumaisnil est une ancienne commune française de la Somme qui fusionna administrativement avec 3 autres : Namps-au-Mont, Namps-au-Val et Taisnil pour constituer Namps-Maisnil le 28 décembre 1972, dont elle est désormais une commune associée.
Les 4 anciennes communes désormais réunies en une seule sont proches les unes des autres, mais ne présentent aucune continuité de leur habitat.

## Géographie

### Transports en commun routiers
La localité est desservie par les lignes d'autocars du réseau interurbain Trans'80 Hauts-de-France.

## Toponymie
Le village était dénommé Riemaisnil en 1124, Reneletmaisnil en 1164, Rehermaisnil ou Remaisnil en 1184, Reinelet-Mesnil en 1190, Riesmaisnil en 1203 et Rumaisnil en 1301.

## Histoire
La seigneurie relevait de la châtellenie de Picquigny, lors de sa vente au chapitre d’Amiens par Jean, dit d’Artois, clerc, et Marie, sa femme, en 1282, et par Simon de Neuville, autre clerc, et Agnès, sa femme, en novembre 1289. En 1789, le village dépendait toujours de ce chapitre.
Lors de la Bataille de France, en mai-juin 1940, le 8e régiment de tirailleurs marocains a été chargé de ralentir l'avancée de l'armée allemande dans la Somme. A proximité de Conty, le régiment aménage donc des défenses succinctes en rase campagne. Il est bientôt à Seux et établi une seconde ligne de défense sur la Poix, les 5 et 6 juin afin de permettre à la Division de se replier. Neuf hommes du régiments sont tués à proximité du village, leur mémoire est honorée par une stèle sur la place du village.

## Politique et administration
| Période                                  | Période  | Identité       | Étiquette | Qualité |
| ---------------------------------------- | -------- | -------------- | --------- | ------- |
| Les données manquantes sont à compléter. |          |                |           |         |
| 1989                                     | 2008     | Philippe Fouré |           |         |
| 2014                                     | En cours | Pierre Conté   |           |         |

## Démographie
| 1793 | 1800 | 1806 | 1821 | 1831 | 1836 | 1841 | 1846 | 1851 |
| ---- | ---- | ---- | ---- | ---- | ---- | ---- | ---- | ---- |
| 240  | 202  | 244  | 262  | 285  | 287  | 268  | 264  | 252  |

| 1856 | 1861 | 1866 | 1872 | 1876 | 1881 | 1886 | 1891 | 1896 |
| ---- | ---- | ---- | ---- | ---- | ---- | ---- | ---- | ---- |
| 239  | 256  | 294  | 220  | 208  | 194  | 201  | 195  | 179  |

| 1901 | 1906 | 1911 | 1921 | 1926 | 1931 | 1936 | 1946 | 1954 |
| ---- | ---- | ---- | ---- | ---- | ---- | ---- | ---- | ---- |
| 176  | 143  | 136  | 128  | 114  | 137  | 126  | 141  | 111  |

| 1962 | 1968 | - | - | - | - | - | - | - |
| ---- | ---- | - | - | - | - | - | - | - |
| 93   | 118  | - | - | - | - | - | - | - |

## Culture locale et patrimoine

### Lieux et monuments

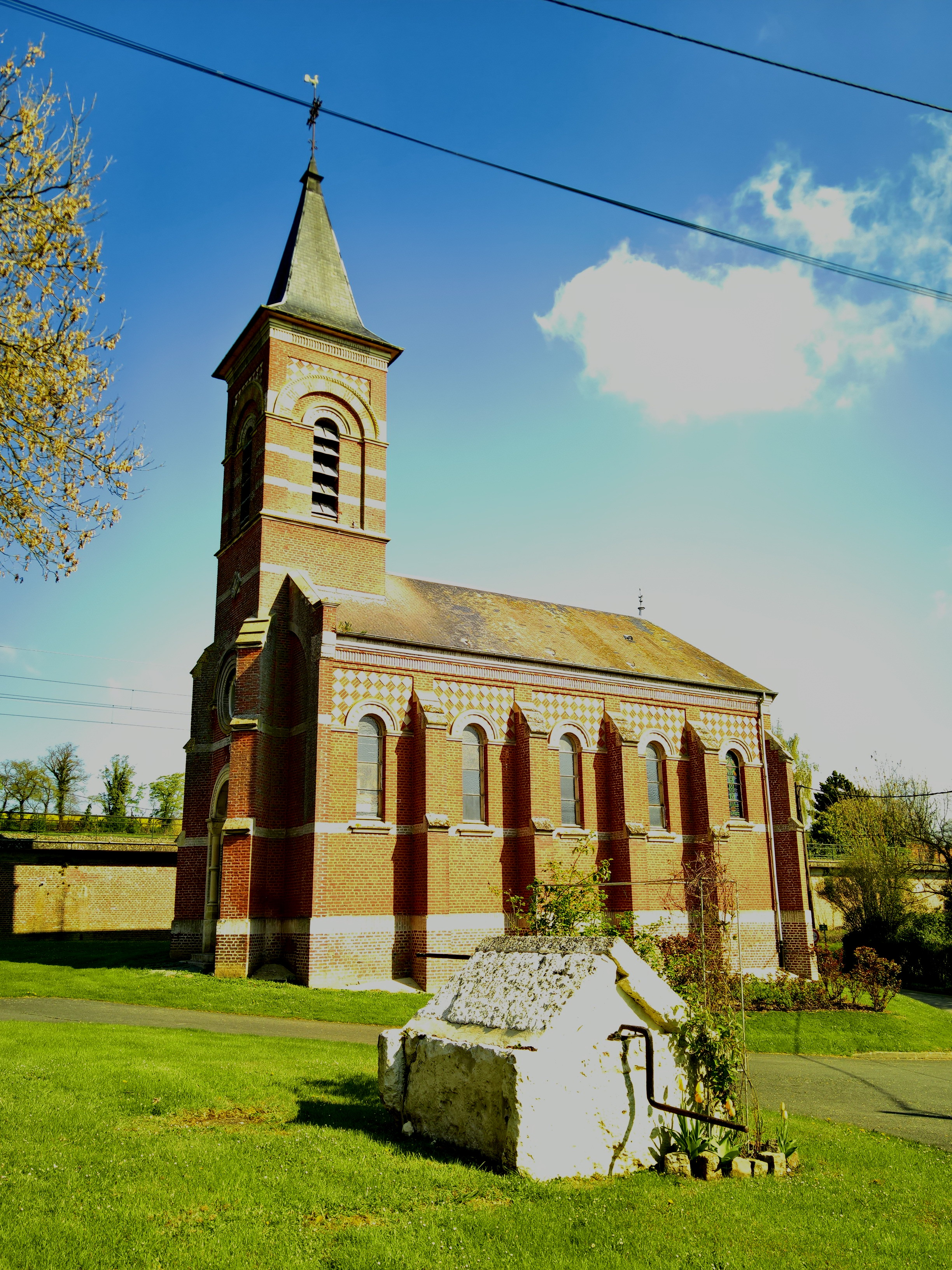
L'église Notre-Dame et le puits.

- Église Notre-Dame, reconstruite en 1907 après l'incendie de 1905 qui détruisit totalement l'église antérieure. Sous le clocher, dans une niche de style ogival flamboyant, figurait dans cette église primitive, un bas relief représentant l’Annonciation[2]
- Monument aux morts[6].

- Stèles aux soldats du 8e régiment de tirailleurs marocains (8e RTM) morts à Rumaisnil et dans le département de la Somme lors de la Bataille de France, en mai-juin 1940.

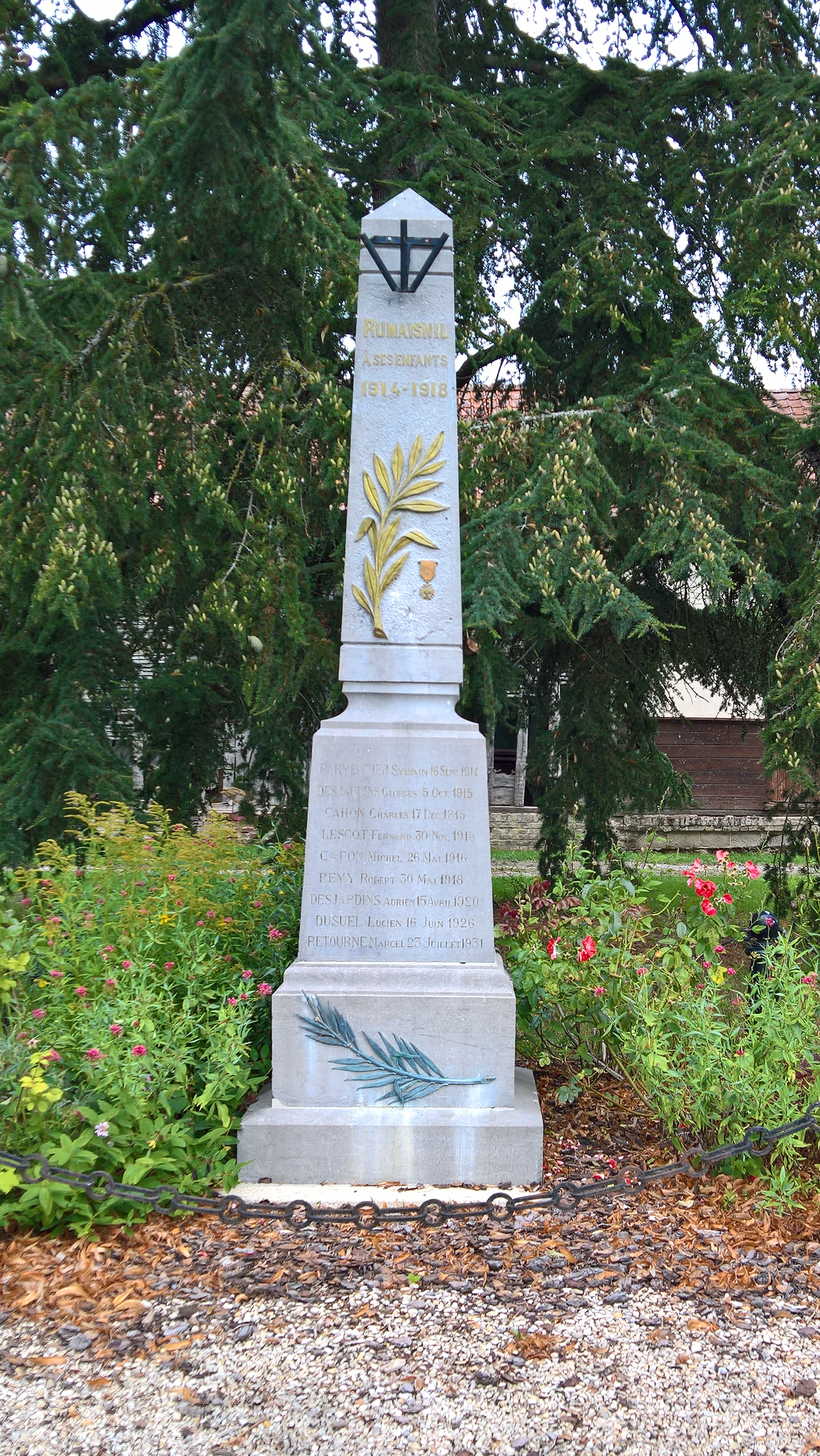
Monument aux morts
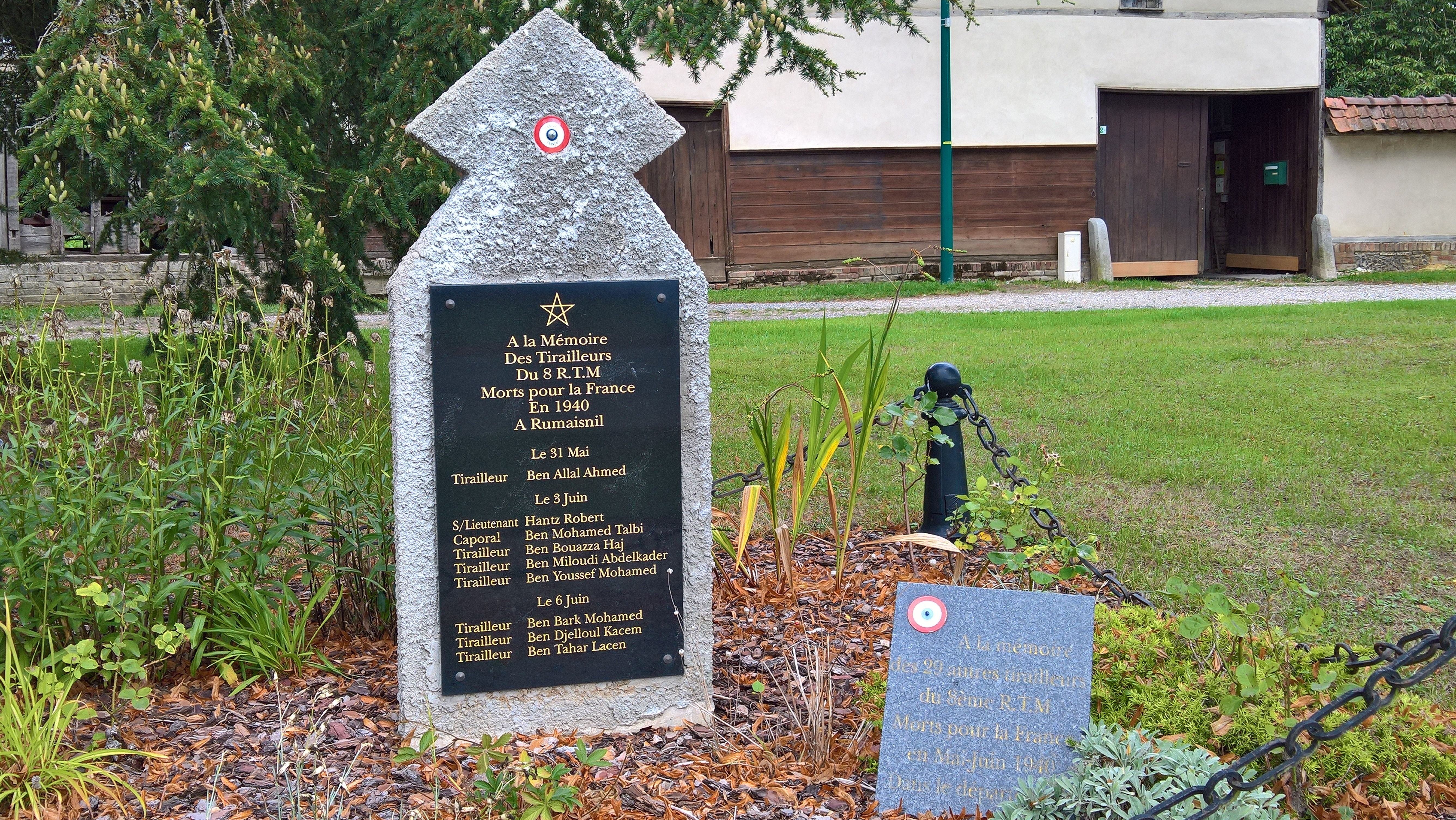
Stèles aux soldats du 8e RTM morts à Rumaisnil en défendant le village

### Sources
Archives départementales de la Somme
- B 8 : Remise faite par le Roi à messire Louis de Mailly, de la somme de 1 200 livres tournois, montant des droits seigneuriaux dus à sa majesté pour la vente de la seigneurie de Rumaisnil.
- B 72 : Contrat de mariage de Philippe de Amerould, seigneur de Rumaisnil, et Jacqueline de Grisel, veuve de Jehan Daustriel.
- B 803 : renonciation à la succession de François Delattre, laboureur à Rumaisnil, par Jacques Delattre, son neveu.
- B 805 : Affirmations de voyages faits exprès: par Philippe Delattre, laboureur, de Rumaisnil à Amiens, pour remettre à un procureur, l'assignation qui lui a été donnée, à la requête de Pierre Tavernier.
- B 809 : Qualités des sentences rendues par le bailli du temporel du Chapitre, entre le Chapitre de Notre-Dame, seigneur de Rumaisnil, et Martin Scellier, laboureur audit lieu (1720).
- B 859 : Inventaires faits après décès, par Antoine-Auguste Duliége, avocat en Parlement, bailli du temporel du Chapitre, des biens meubles et des papiers délaissés par Jacques Delattre, époux de Marguerite Defer, laboureur à Rumaisnil.
- C 1200 : Eclaircissement sur les bois demandés par le gouvernement. Paroisse de Rumaisnil (1783).
- C 1673 : etat des sages-femmes (1786).
- C 1854 : Rôles de répartition des tailles et accessoires (1781-1789), exempt : le curé. Nombre de feux en 1782 : 73; en 1789 : 76. Rôle de supplément des privilégiés (1789).
- C 2135 : Travaux des routes.
- C 2141 : Impositions.
- G 34 : Rente sur Rumaisnil et Creuse donnée par le chapitre de la cathédrale (1368).
- G 779 : Juridiction du chapitre d'Amiens sur la paroisse (1677).
- G 2688 : Rumaisnil. Seigneurie, ferme (1269-1731).